# Обмежений уряд
У політичній філософії обмежений уряд — це концепція уряду з обмеженою владою . Це ключове поняття в історії лібералізму . 

## Історія
Велика хартія вольностей та Конституція США також є важливими віхами в обмеженні влади урядів. Перше використання терміну "обмежений уряд" датується періодом правління короля Якова VI і I наприкінці 16 століття. Вчений Стівен Скултеті стверджує, що хоча Арістотель ніколи не розробляв принципи та тактику конституціоналізму, політична філософія Арістотеля певним чином передбачала ідею обмеженого уряду, насамперед як інструмент для обмеження громадянської недовіри та посилення стабільності.
Джон Локк, ліберальний філософ, був важливим теоретиком ліберального правління. Пишучи у своїх «Двох трактатах про правління», Локк міркував, що люди, які живуть у природному стані, добровільно приєднуються до суспільного договору, утворюючи «співдружність» або уряд. Далі Локк міркував, що повноваження уряду мають бути обмежені лише тим, що йому дозволяє народ. Він наводить чотири конкретні обмеження влади уряду. Перше обмеження Локка вказувало, що уряди можуть керувати лише відповідно до оприлюднених встановлених законів і що всі люди рівні перед законом, незалежно від їхнього матеріального чи соціального статусу, а друге обмеження Локка стверджує, що закони можуть бути створені лише в ім’я загального блага (2nd Tr., § 136). Його третє обмеження повторює принцип відсутності оподаткування без представництва, стверджуючи, що «[уряди] не повинні підвищувати податки на майно людей без згоди народу, наданої ними самими або їхніми заступниками» (2nd Tr., § 142). Нарешті, у своєму четвертому обмеженні Локк стверджував, що законодавча влада не може делегувати законотворчі повноваження будь-якій іншій владі без згоди народу (2nd Tr., § 141).
Коли обмежений уряд впроваджується на практиці, це часто передбачає захист індивідуальної свободи від державного втручання.
Відповідно до Індексу верховенства права The World Justice Project , який вимірює дотримання верховенства права в 140 країнах і юрисдикціях по всьому світу, перевірки урядових повноважень зменшилися в 58% країн, виміряних з 2021 по 2022 рік.

## Проблеми
Емі Гутман зазначає, що негативний лібералізм, позитивний лібералізм і демократичний лібералізм просувають різні концепції належних обмежень уряду. Ґутман пов’язує перші дві категорії з поняттями негативної свободи та позитивної свободи Ісаї Берліна відповідно. Гутман захищає третю категорію, демократичний лібералізм, пишучи, що згідно з цією точкою зору, «ліберальний уряд має бути не більше і не менш обмеженим, ніж це необхідно, по-перше, для забезпечення основних свобод і можливостей для всіх індивідів, а по-друге, для поваги до результатів справедливих демократичних процедур, доки вони відповідають конституційним обмеженням забезпечення основних свобод і можливостей для всіх».

## Відношення до конституцій
Обмежений уряд тісно пов'язаний з конституціями та конституціоналізмом; Конституція Сполучених Штатів 1789 року та Конституція Франції 1793 року були прийняті з метою підтвердження обмеженого правління, хоча й різними способами. Конституція США досягла обмеженого правління через поділ влади: «горизонтальний» поділ повноважень розподіляв владу між гілками влади (законодавчою, виконавчою та судовою, кожна з яких забезпечує перевірку повноважень іншої); «вертикальний» поділ влади (федералізм) розподіляв владу між федеральним урядом і урядом штату Джеймс Медісон, один із авторів Федералістських документів, зазначив, що творці американської конституції прагнули створити уряд, який був би здатний як контролювати, так і здійснювати контроль. Медісон писав у Федералісті № 51, що «велика безпека проти поступової концентрації кількох повноважень в одному департаменті полягає в наданні тим, хто керує кожним департаментом, необхідних конституційних засобів і особистих мотивів, щоб протистояти зазіханням інших».
Конституція Франції 1793 року, з іншого боку, плекала верховенство законодавчої влади та ґрунтувалася на ідеї, на яку вплинув Руссо – що обмежений уряд найкраще досягається через «раціональне демократичне самоврядування, яке прагне виразити загальну волю... як оптимальну протиотруту свавільному правлінню абсолютної монархії».
1. 1 2 3  Amy Gutmann, "How Limited Is Liberal Government" in Liberalism Without Illusions: Essays on Liberal Theory and the Political Vision of Judith N. Shklar (University of Chicago Press, 1996), pp. 64–65.
2. ↑  "limited government". Oxford Dictionaries. Oxford University Press. Archived from the original on August 15, 2016. Retrieved June 27, 2016.
3. ↑  Steven Skultety, Conflict in Aristotle's Political Philosophy (State University of New York Press, 2019), pp. 160–161[ISBN missing].
4. ↑  Locke, John (1689). "Two Treatises of Government". Retrieved 2021-10-12.
5. ↑  Cima, Lawrence R.; Cotter, Patrick S. (1985). "The Coherence of the Concept of Limited Government". Journal of Policy Analysis and Management. 4 (2): 266. doi:10.2307/3324630. JSTOR 3324630.
6. ↑  "WJP Rule of Law Index | Explore the methodology, insights, dataset, and interactive data". worldjusticeproject.org. Retrieved 2023-02-08.
7. ↑  "About the WJP". World Justice Project. Retrieved 2023-02-08.
8. ↑  "2022 WJP Rule of Law Index Insights" (PDF).
9. 1 2 3  Michel Rosenfeld, "Modern Constitutionalism as Interplay Between Identity and Diversity" in Constitutionalism, Identity, Difference, and Legitimacy: Theoretical Perspectives (ed. Michel Rosenfeld: Duke University Press, 1994) pp. 11–12.
10. ↑  John Samples, "Introduction" in James Madison and the Future of Limited Government (Cato Institute, 2002), p. 1.
11. ↑  Madison, James. Federalist No. 51. p. 268.